# ソード (タロット)

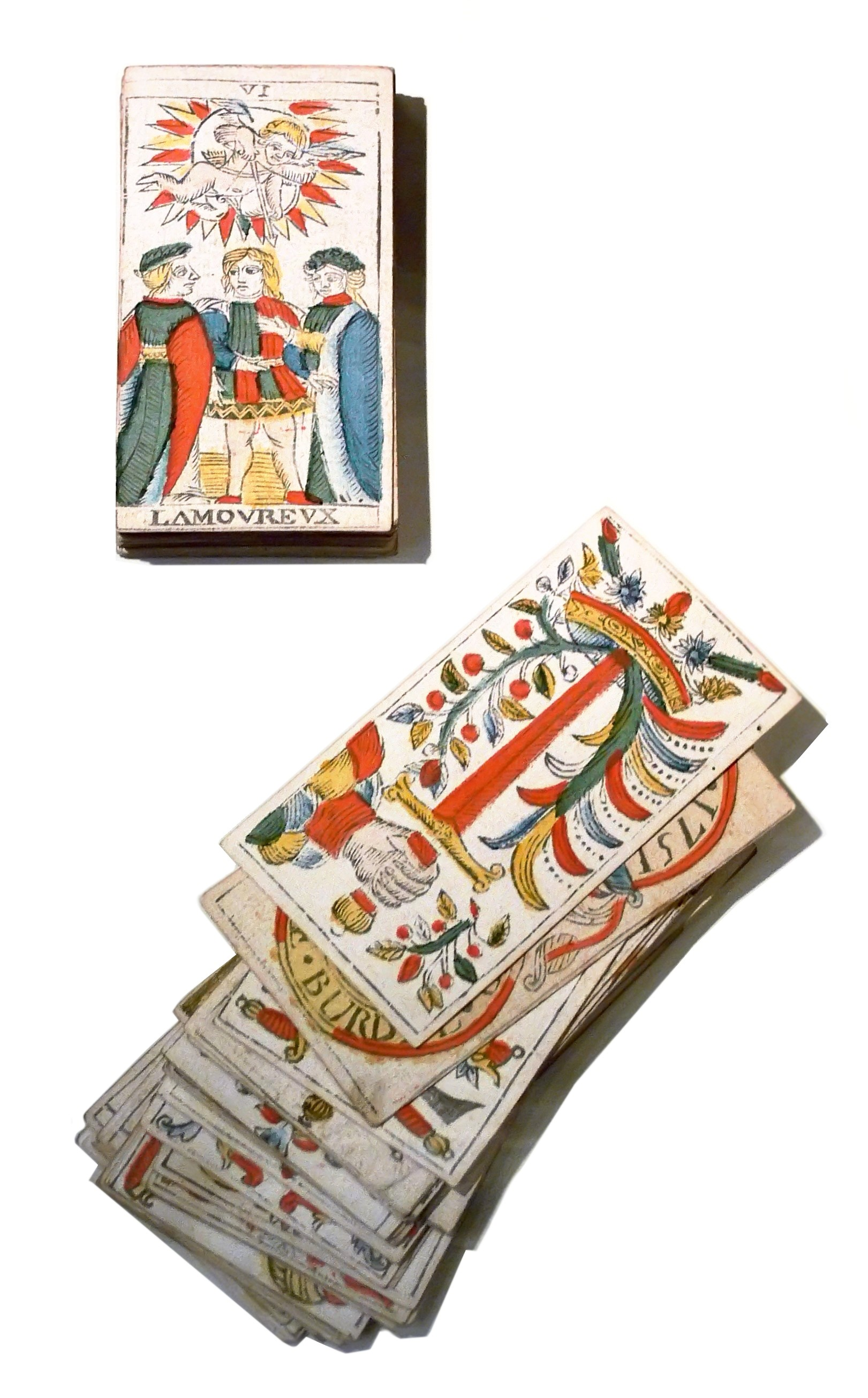
ソードのエース（手前一番上、マルセイユ版）

ソード（swords）は、タロットの小アルカナにおける4大スートの1つで、剣を象っている。一般的に普及しているプレイング・カードのスペードに相当する。現代のタロティストの主流の解釈では、四大元素の「風」（空気）を象徴するスートである。

## カードの種類と意味
アーサー・エドワード・ウェイトの『タロット図解』において解説されている意味は以下の通りである。

### ピップ（数字札）
ソードのエース
「ソードの1」とも。力の勝利、愛や憎しみにおける大きな力。
ソードの2
均衡、条件付きの調和。
ソードの3
撤退、断絶、悲しみ、未熟。
ソードの4
退却、隠遁、墓、棺。
ソードの5
堕落、廃止、損失、荒廃。
ソードの6
仕事をやりこなす、仲介者、得策。
ソードの7
企画、計画。
ソードの8
拘束された力、非難、悪いニュース。
ソードの9
失望、幻滅。
ソードの10
荒廃、苦痛。

### コート（人物札）
ソードのペイジ
監視、警戒、スパイ、試験。
ソードのナイト
勇ましさ、激怒。
ソードのクイーン
貞淑で悲しみ多き女性、未亡人、喪失。
ソードのキング
裁判官、正義、権威、命令。

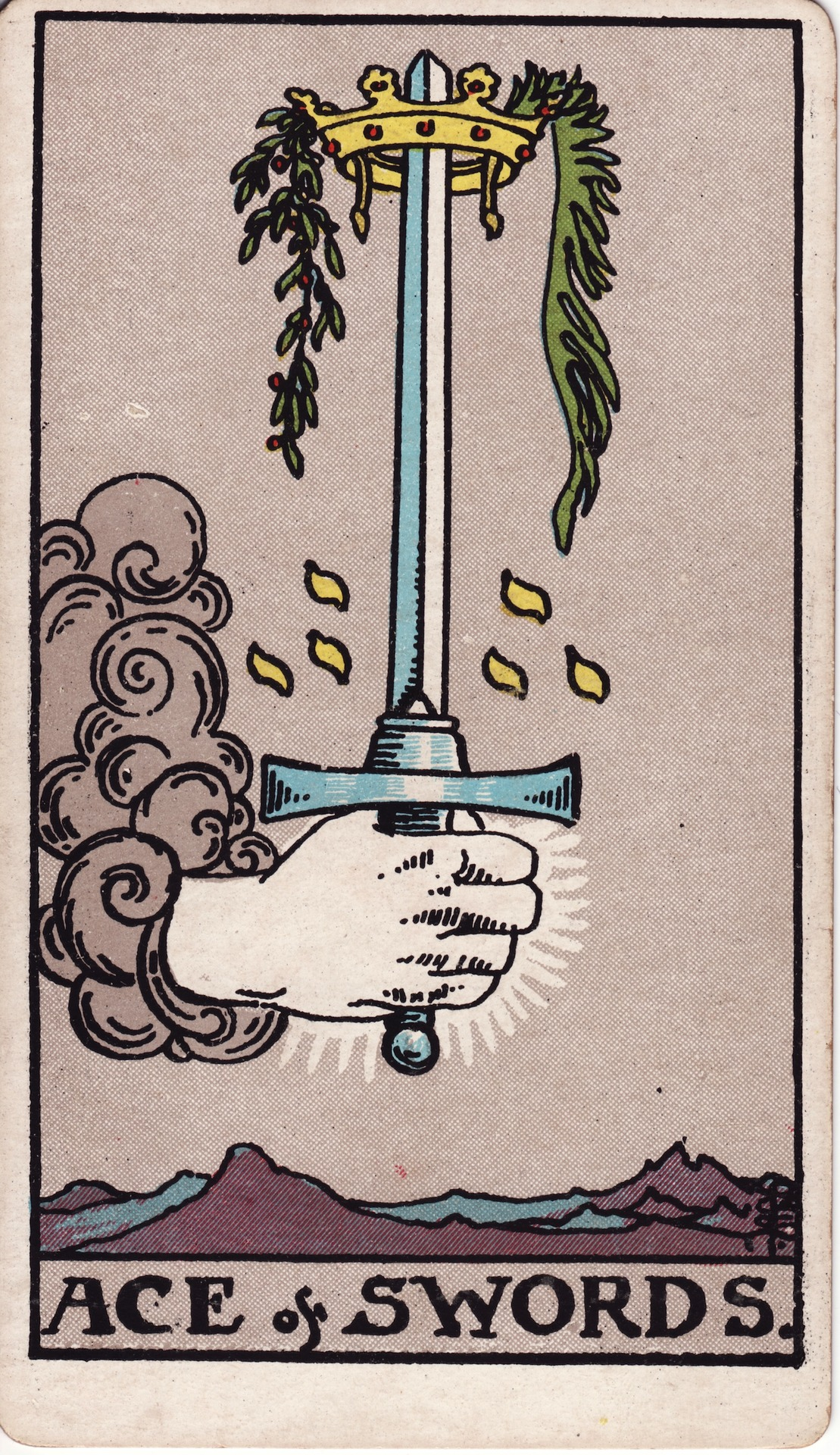
エース
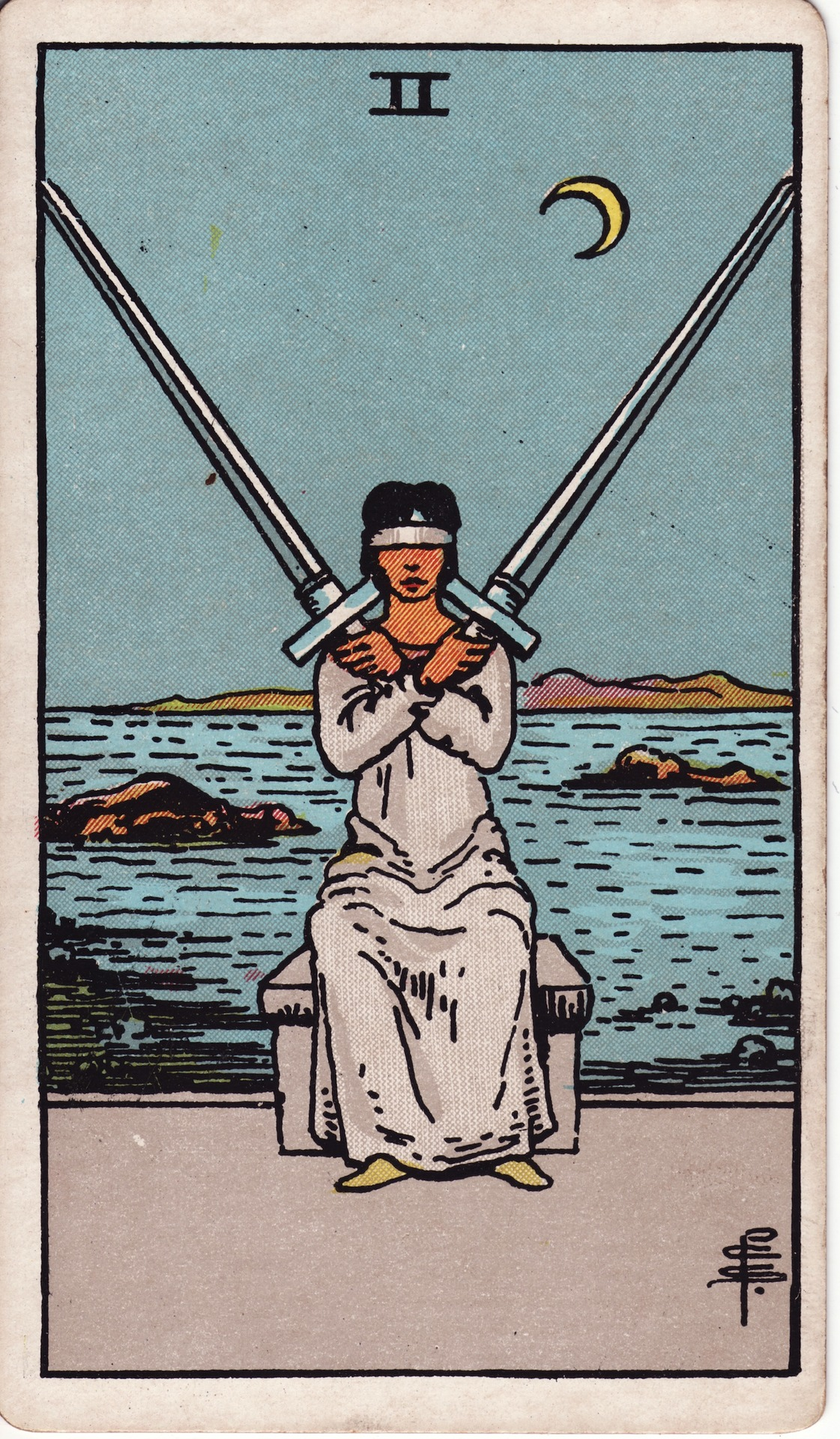
2
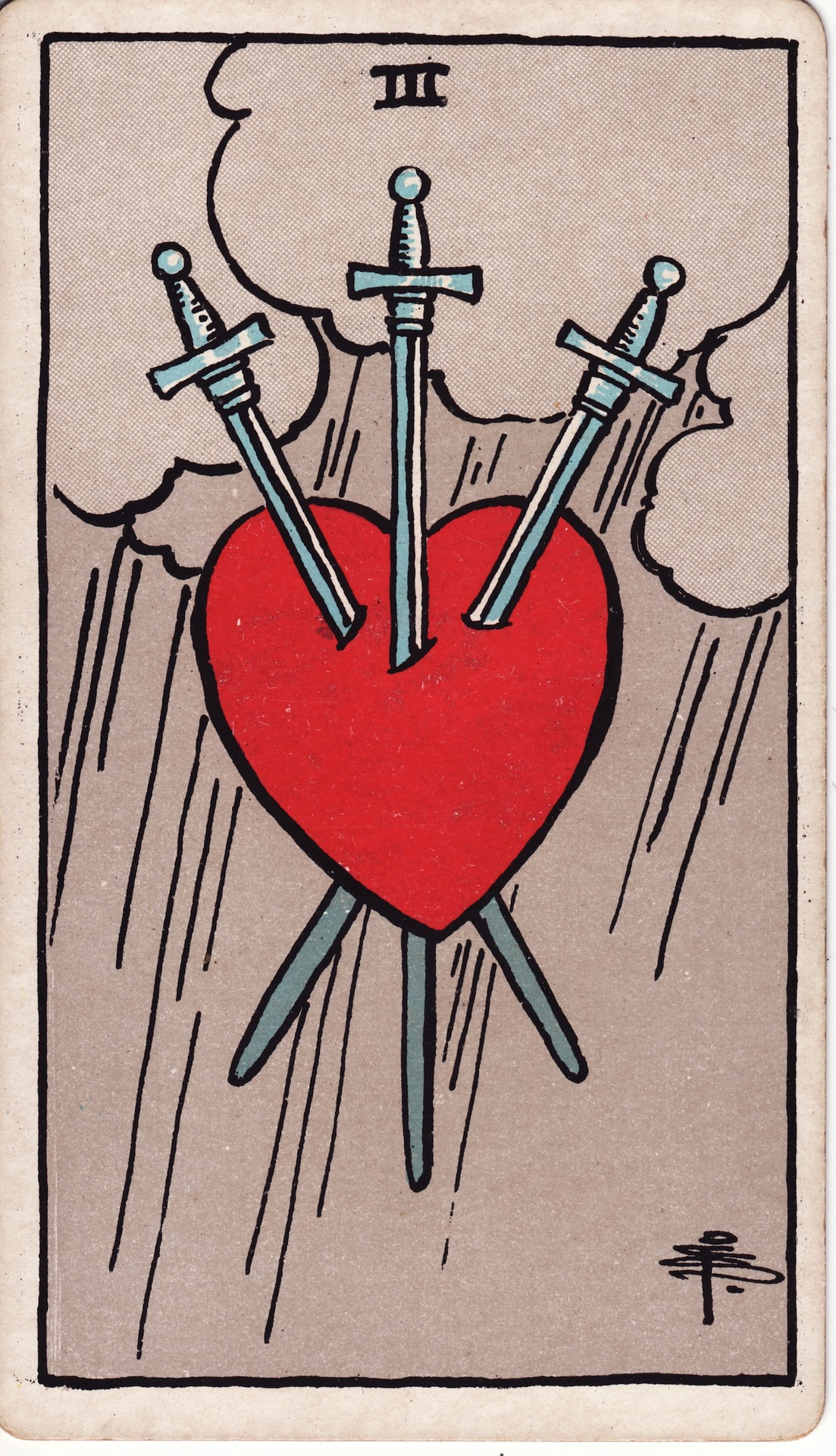
3
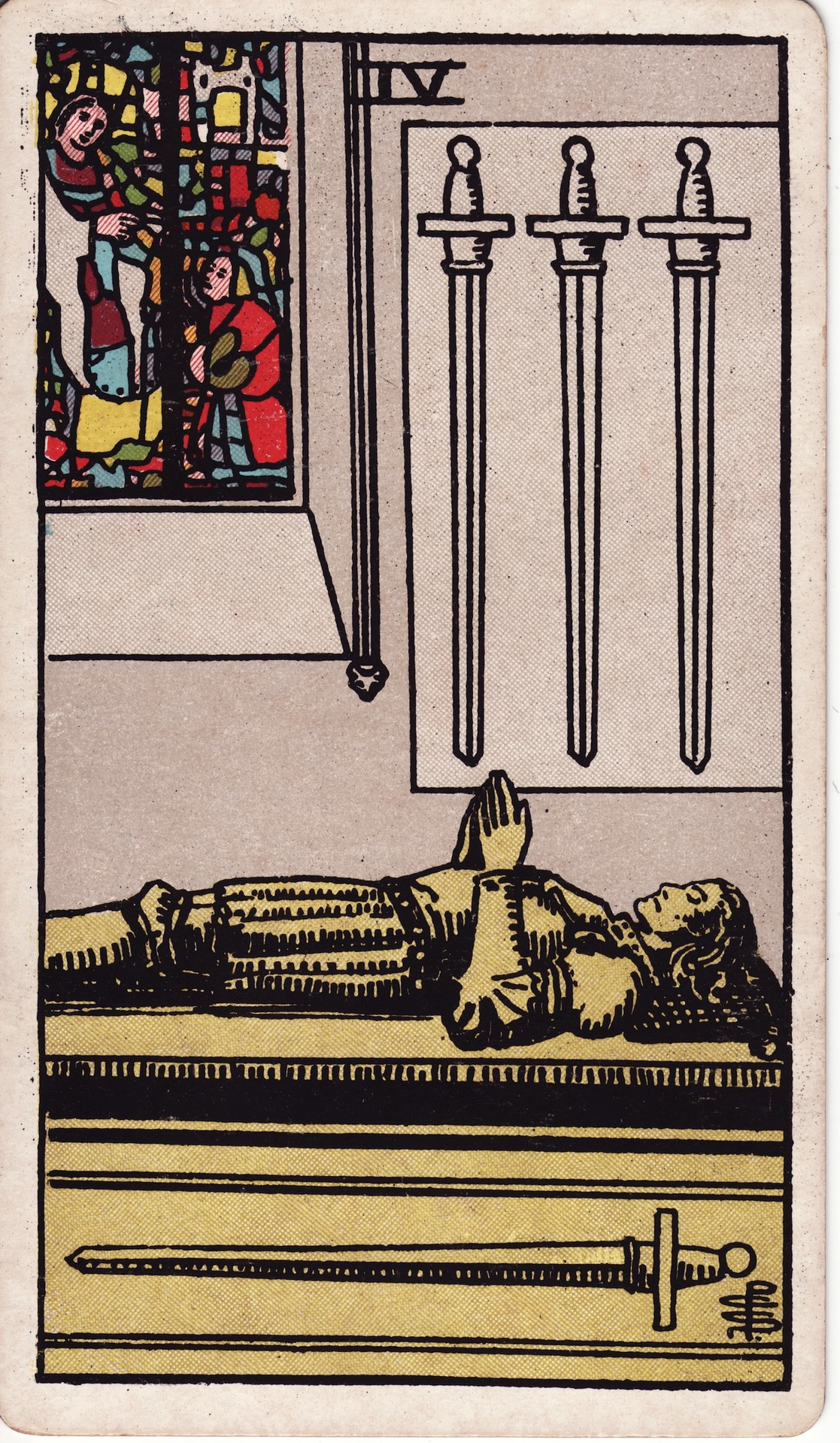
4
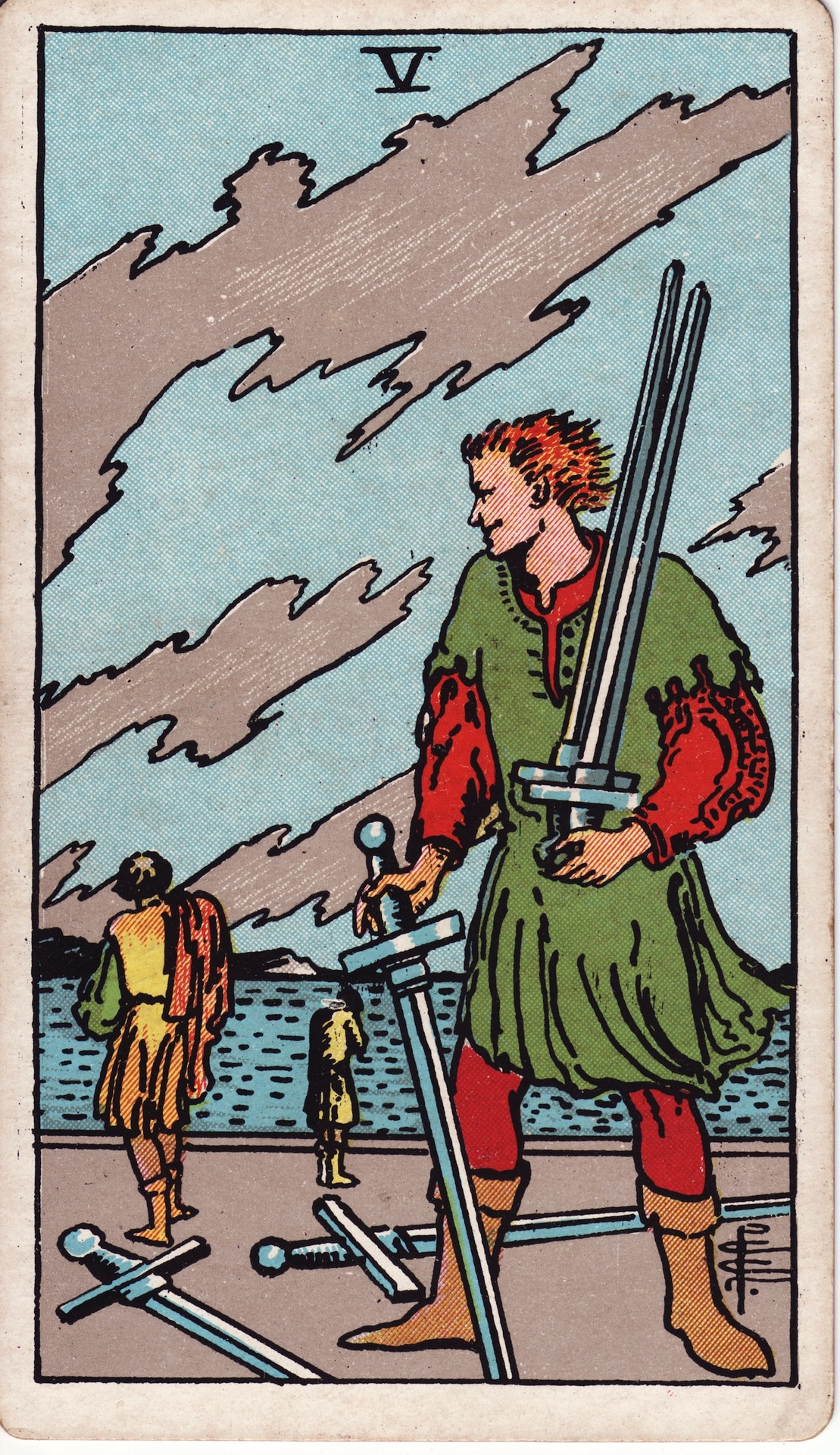
5
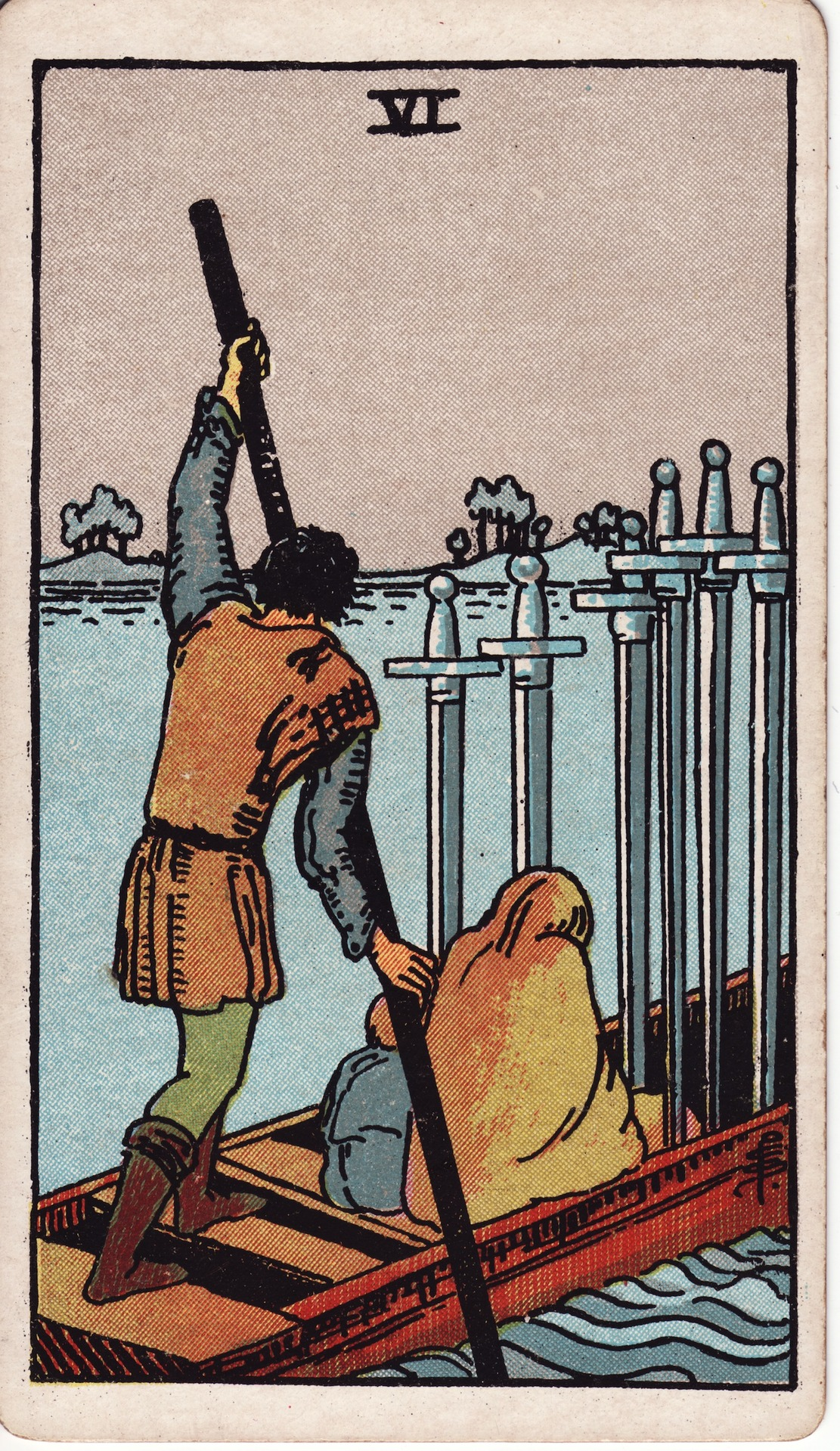
6
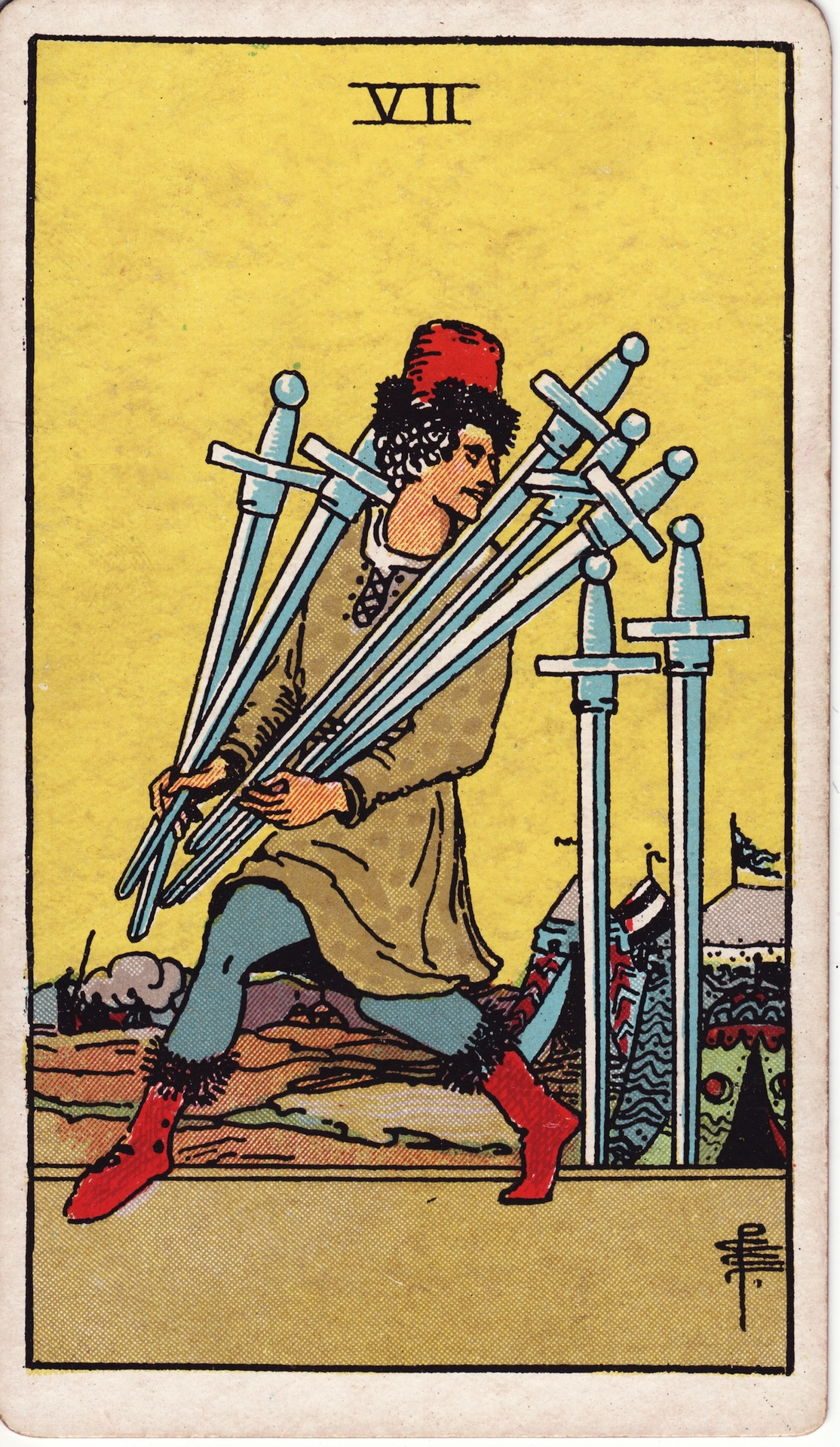
7
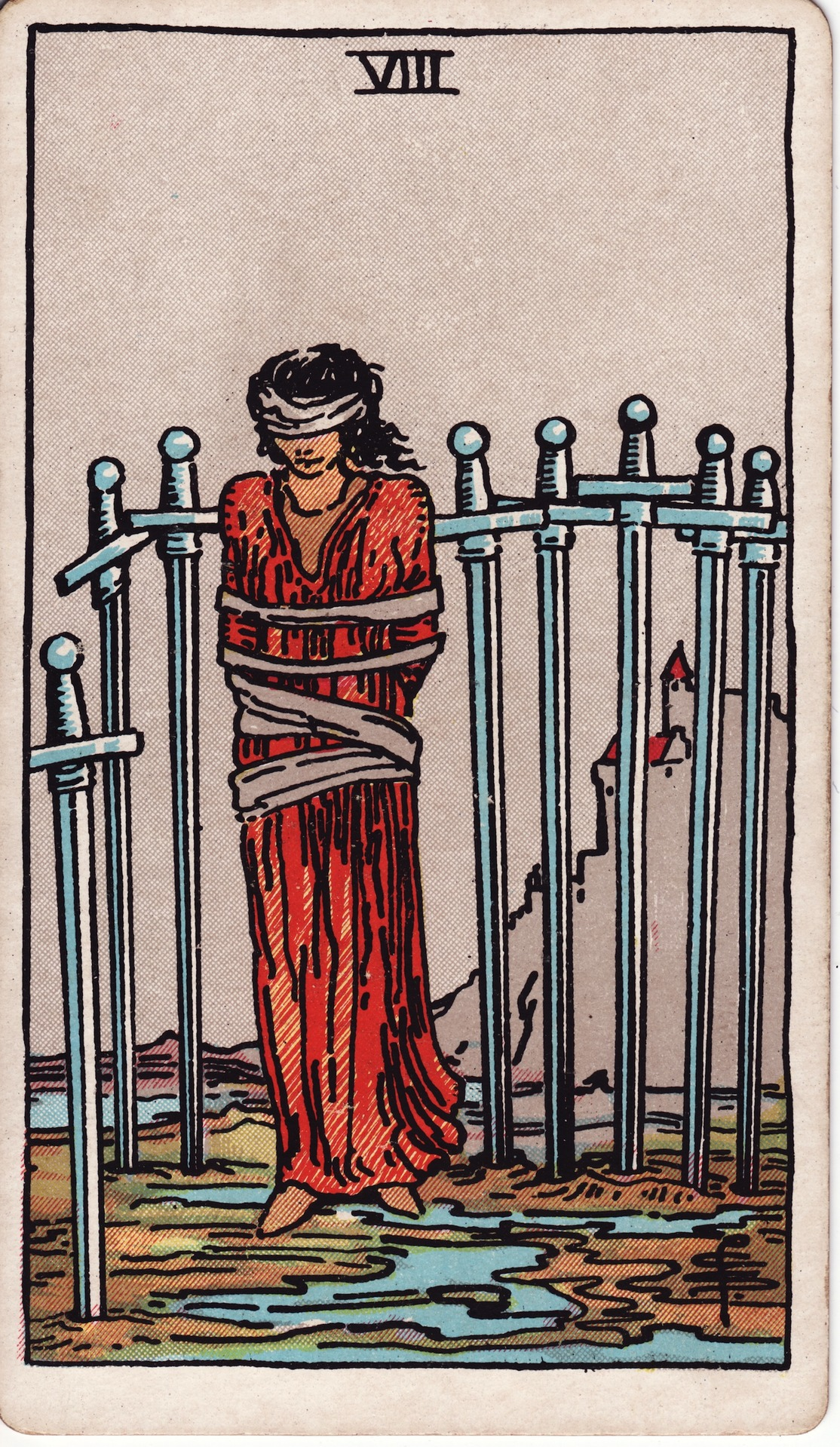
8
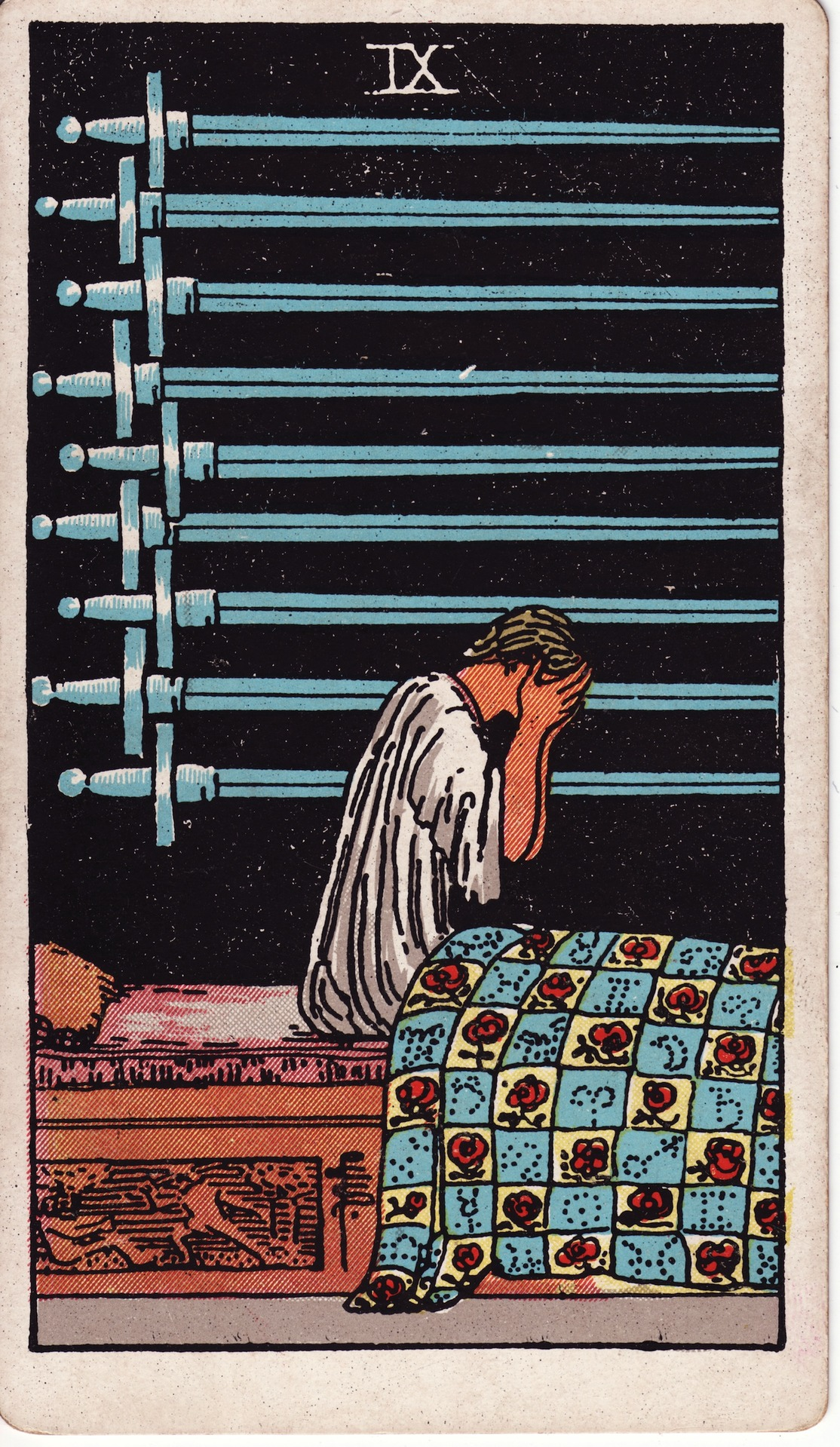
9
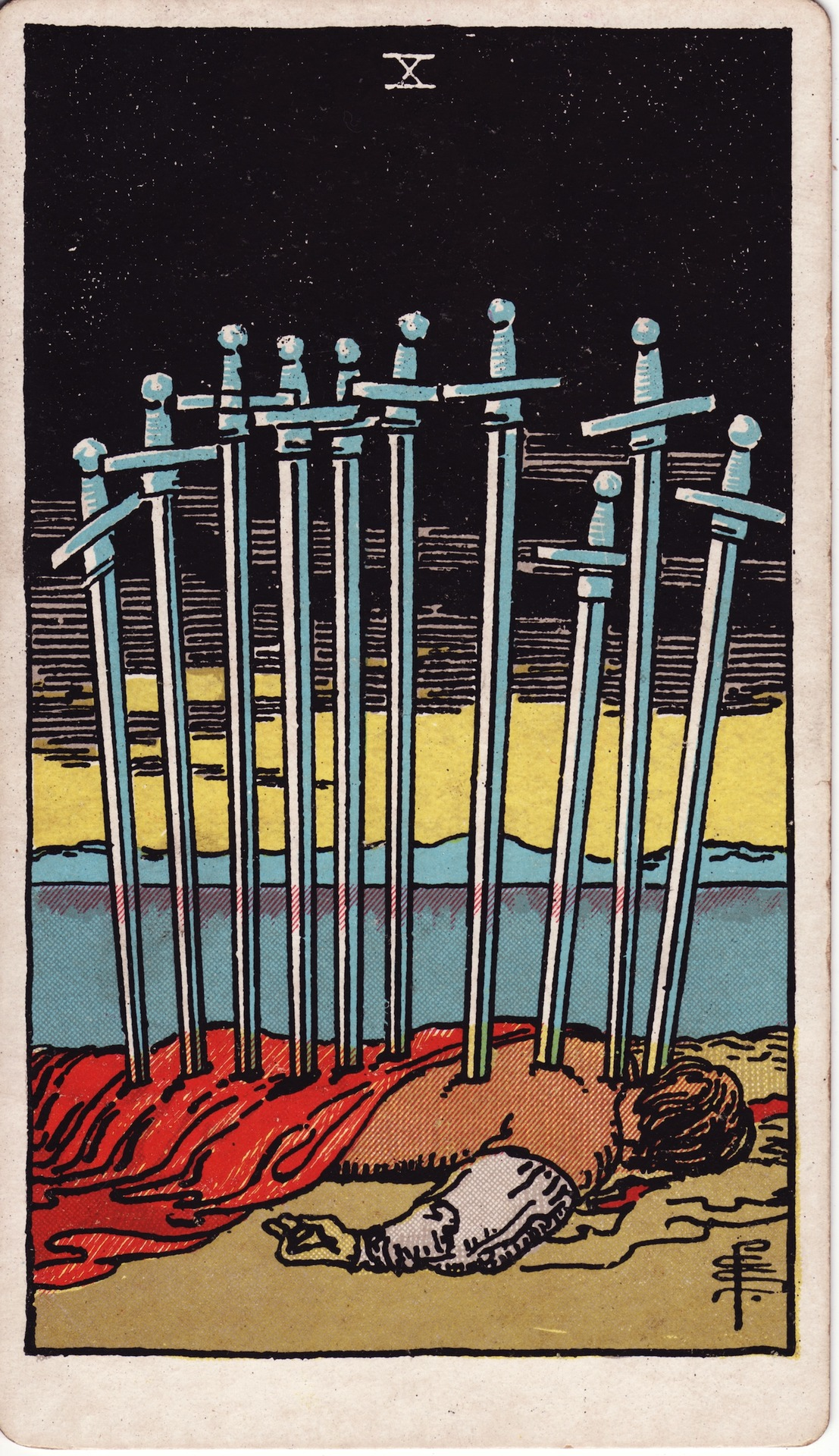
10
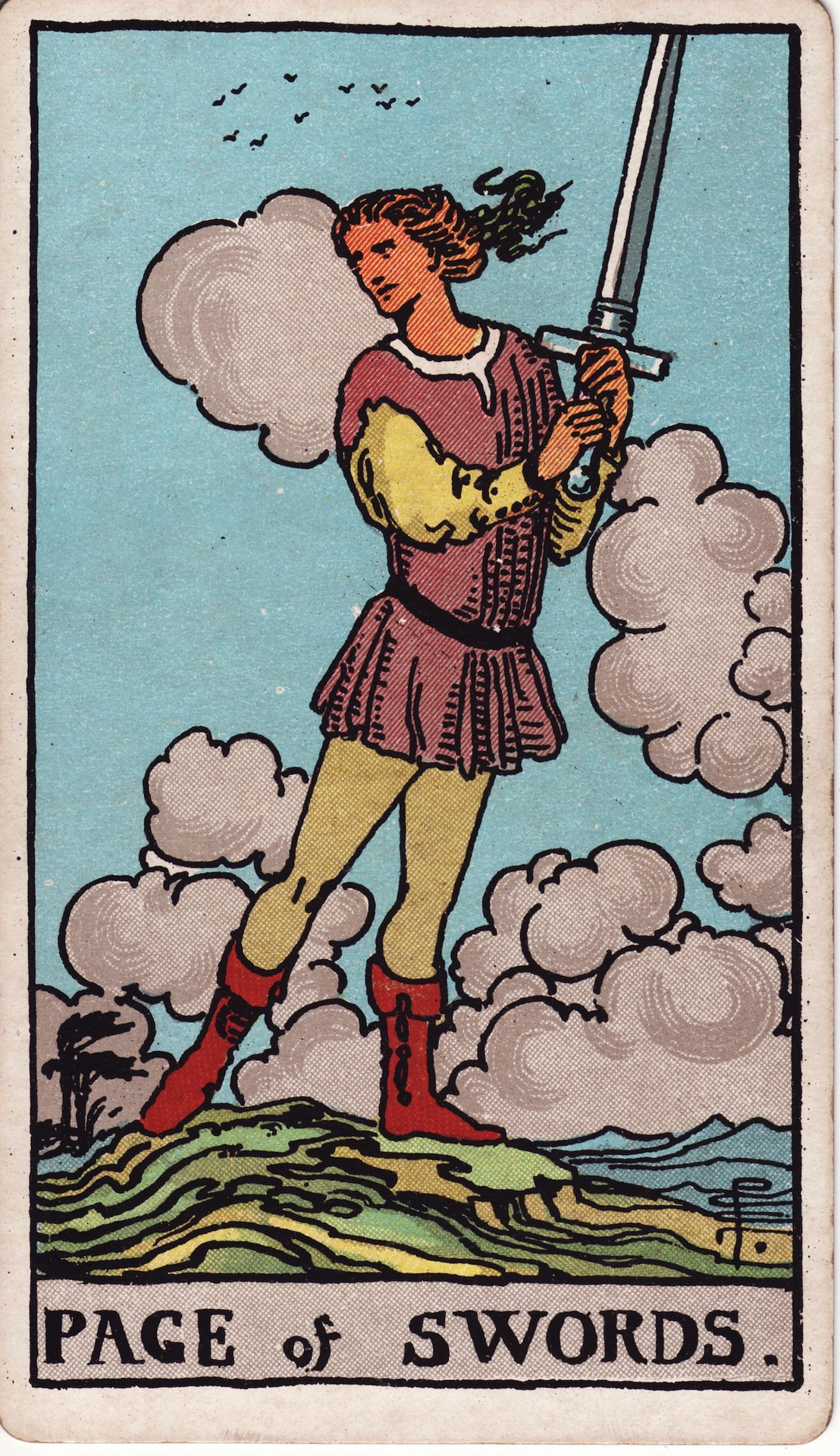
ペイジ
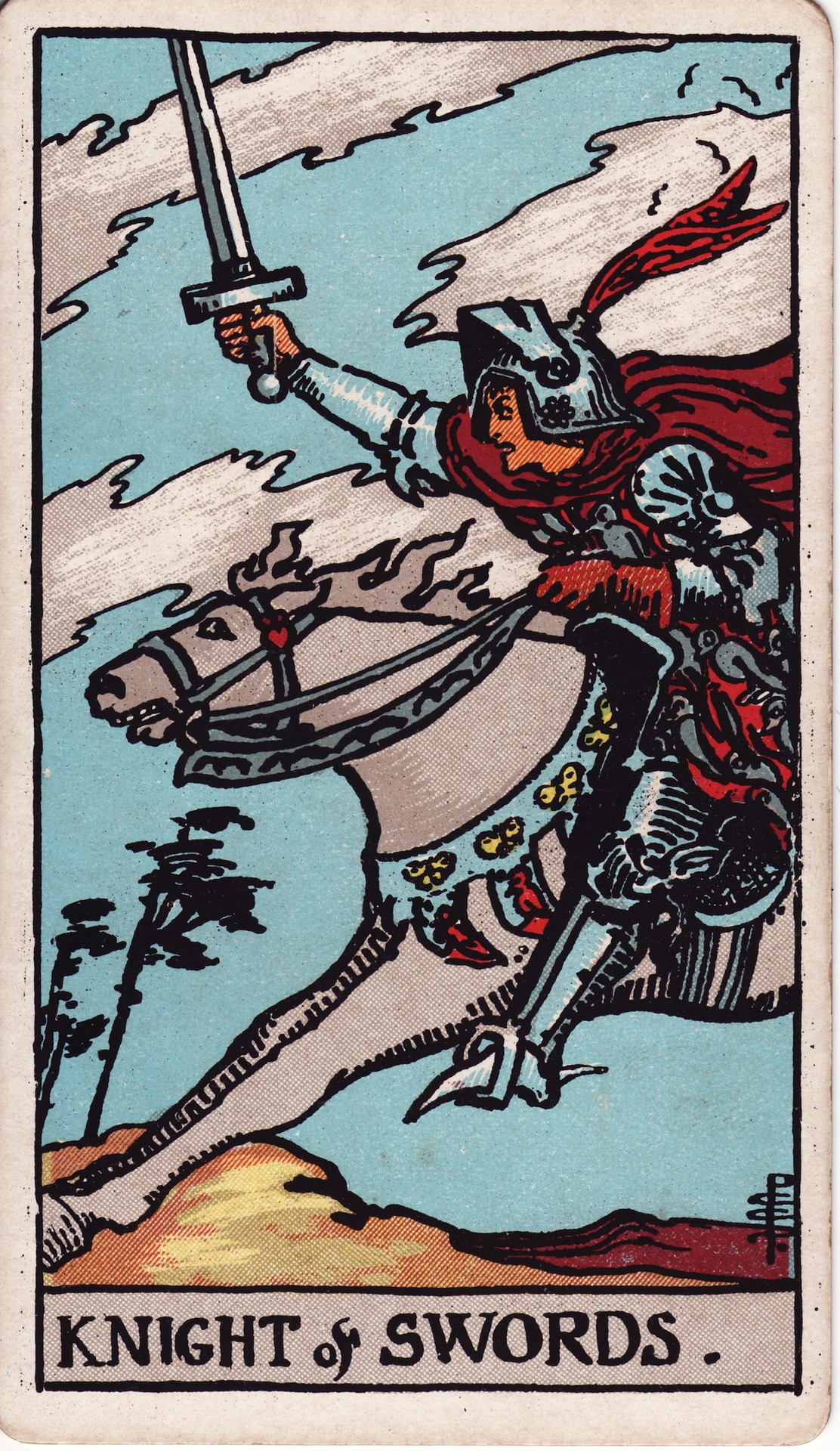
ナイト
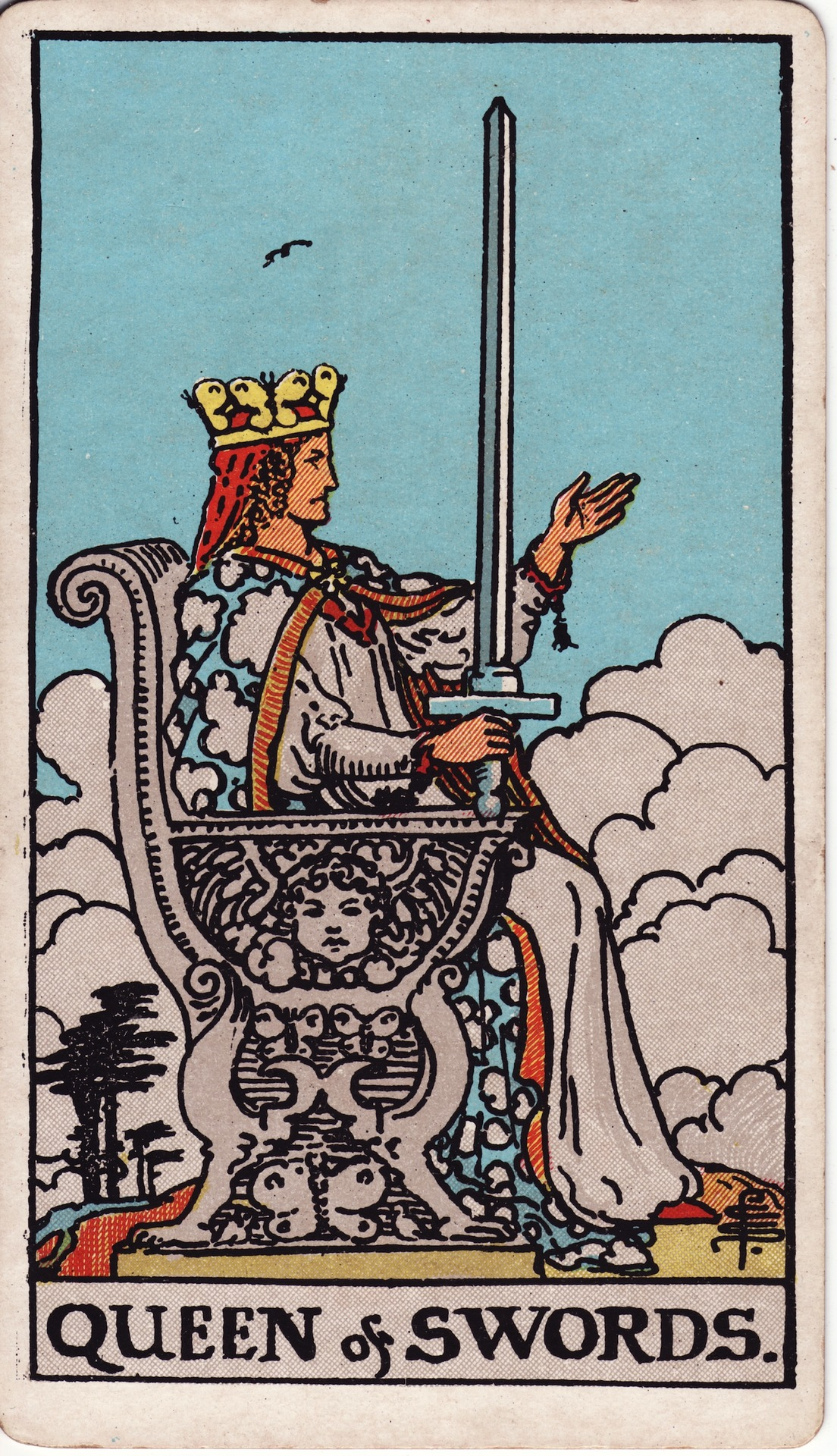
クイーン
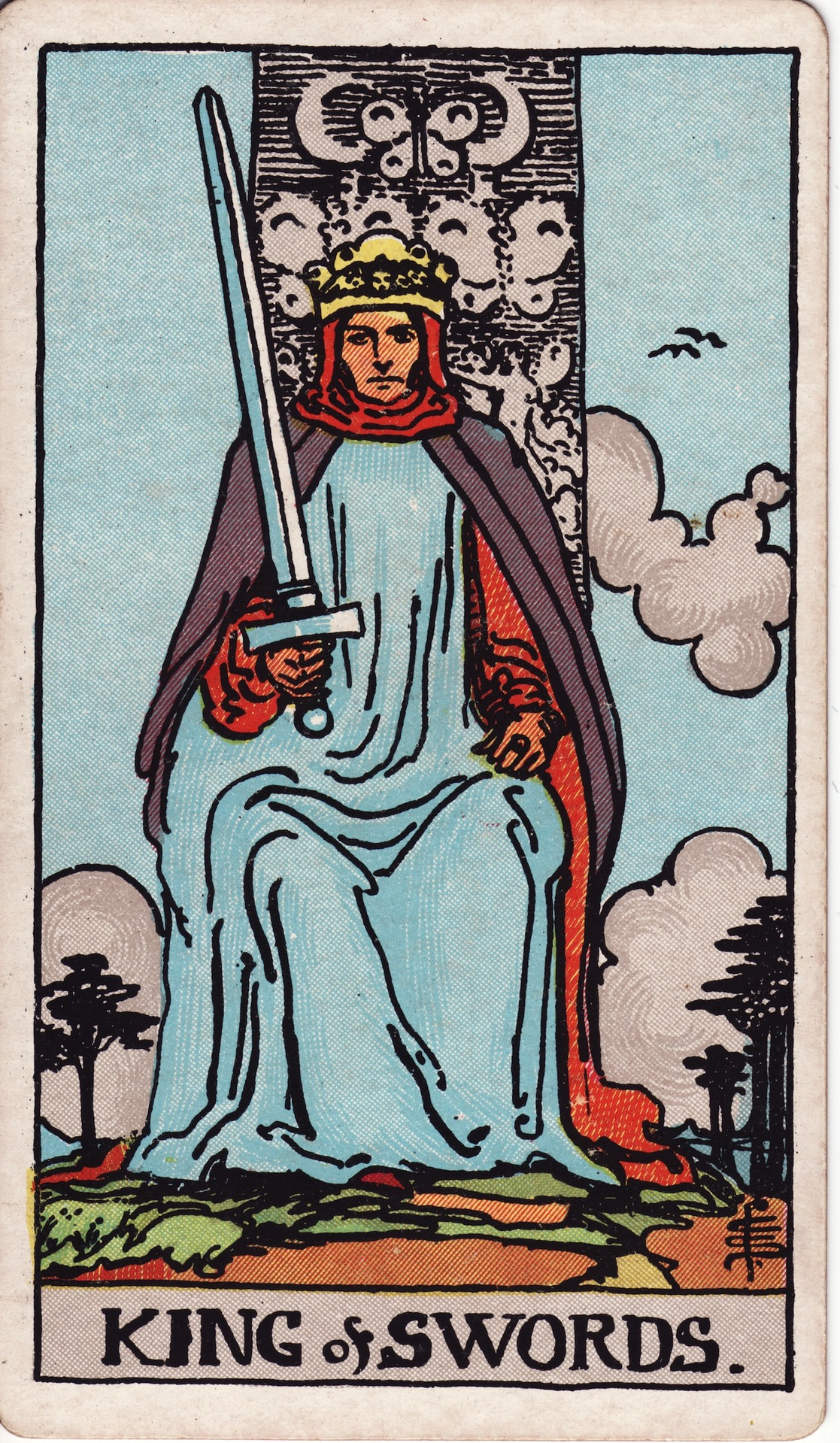
キング

## ウェイト版の寓意画の解釈
ウェイト版タロットでは、何かしらの意味を持った寓意画が各番号で描かれている。一般的な解釈は以下の通り。
ソード全般
人間の研鑽によって作られた剣は、技術と知恵の象徴として扱われる。また、大アルカナの正義のカードにも剣が描かれていることから、権力の象徴としても扱われる。
1
雲から出た右手が、剣をまっすぐに持っている。剣先にはオリーブとヤシの葉が付いた王冠がかぶせられている。
カードの下側には険しい山が描かれており、これは現在の状況を表している。また、オリーブは過去の平和を、ヤシは未来の勝利を表している。つまり、現在が厳しい状況であっても、明るい未来が確約されている、と捉えられる。逆に、剣が権力の象徴である王冠を突き刺しているように見えることから、剣の持つ暴力性や残酷さを暗喩している。
2
三日月が出ている中、目隠しをして白い装束を身にまとった人物が2本の剣をV字に交差させている。背景には海が描かれている。
注目すべきなのは、この人物の目隠しは少し上にずれており、完全に視界が遮られていないという点である。この人物はカードの中央に位置し、ほぼ左右対称であることから、精神を均衡させている状態であることがうかがえる。しかし、その目隠しの状態から、完全に無心には至れず、まだ現実への甘えが残っていることが考えられる。
3
雨が降る中、心臓の象徴である赤いハートを3本の剣が貫いている。
これは絵の通り心が痛みや悲しみで傷ついていることを意味している。3本もの剣が刺さっていることや、背景が分厚い雲に覆われていることから、その悲しみはすぐに晴れることはなく、しばらくは感傷に浸ることになることが示唆されている。
4
ステンドグラスの窓と3本の剣が壁にかかっている室内で、黄金に光る人物が手を合わせ仰向けで眠っている。その傍らには4本目の剣が横たわっている。
この人物は本物の人間ではなく、石棺のふたに彫られた彫像である。眠りにつくこの像は、いささかストレスからの解放のために休憩しているようにも見える。そして、いずれかは再び目覚め活動を再開したり、棺の中の人物が復活を遂げる可能性を暗喩している。
5
巻雲の中、2本の剣を片手に持った人物が薄ら笑みを浮かべている。地面には1本の剣が刺さり、残りの2本は捨てられたように転がっている。その後ろには、背を向ける人物が2人描かれている。
笑みを浮かべている人物は、背を向けている2人を打ち負かしたと考えられる。そしてこの2人はこの場面の直前に負け、剣を捨てて逃げている最中である。ギザギザしている雲は、勝利した者のおごり高ぶった感情と、敗北者の荒んだ心を同時に暗示している。
6
6本の剣が刺さったボートを、マントをかぶった人物と子供を乗せて船頭が漕いでいる。ボートの奥側の水面は静かであるのに対し、手前側は波が立っている。
ボートは右側に向かって進んでおり、この方向は精神世界では未来の方向を指す。波立つ水面はボートの乗客である2人の心情および乗船前の場所の荒れた状況を暗喩している。しかし、ボートは波が平穏なほうへと向かっていることから、将来的には穏やかな生活を送れるだろうことが示唆されている。ただ、行く先は船頭に任されるため、想像とは違う生活が待っている可能性もある。
7
5本の剣を両手に持った人物が、2本を残して立ち去ろうとしている。彼の目は、名残惜しそうに残った剣のほうを向けている。
後ろの背景には軍事演習のようなものが開かれており、おそらくこの人物はそこで使うはずの剣をこっそりと奪っているのだろう。剣を2本残したのは、確実に持ち帰れるだけの分を盗んだのかもしれないし、もう一度ここに戻ってきて残りも奪うのかもしれない。金属製の剣は、売れば高い金になるため、彼の心の中は目先の利益でいっぱいになっているだろうことが考えられる。
8
8本の剣が刺さっている場所に、目隠しをしたボロボロの人物が立っている。身体には布が巻かれ、腕を動かせない状態である。後ろには城らしき建物が見られる。
一番左の剣はやや手前に位置しており、まるでこの人物は剣に囲まれているようである。だが、向かって右側は空いていることから、この人物はまだ歩ける余地はある。しかし、目隠しをされているこの人物は、周りがどうなっているかを確認できず、身動きができないである。そのため、この人物はとりあえず何もしないでおくことを選択したと考えられる。
9
真っ暗な部屋の中で、ベッドから起き上がった人物が目を覆っている。壁には9本の剣が横に並んで掛かっている。
部屋が真っ暗なことは、この人物の心情を表している。上半身だけ身を起こした彼は、起きたばかりで、夢と現実の区別がまだつかないで混乱している。目を覆っていることは、その夢が悪夢であったことを示唆している。壁にかかった剣はまるでブラインドのようで、一層この空間の閉塞感や孤独感を強調している。
10
地面に人が横たわっており、その背中には10本の剣が突き刺さっている。暗闇から朝日が出始め、夜明けを迎えようとしている。
剣が刺さっている人物は死をイメージさせ、命の終わりを迎えようとしている。だが、時間は夜明けになっており、必ずしもここが最悪な状況ではないことを示唆している。むしろ、この剣たちは自分の精神に向かって刺さっており、この人物が強い自責の念に駆られていると考えられる。肉体的には死んでいないこの人物には、夜明けの背景もプラスして、まだ成功のチャンスが残されていることを暗に示している。
ペイジ
荒野の中、剣を持った青年が悠々とたたずんでいる。
地面の荒野は、今置かれている状況が厳しいものであることを暗示している。それとは対照的に、剣を構えて遠くを見つめる青年には、これから来る困難にも真正面から立ち向かおうとする姿勢が窺える。そして、その困難にも立ち向かえるほどの実力を備えていることが、リラックスした姿勢から見える。
ナイト
剣を振りかざし、鎧に身を包んだ騎士が、白馬に乗って颯爽と駆けていっている。
スピード感あふれるこの騎士は、もはや誰の制止も振り払い、目標に向かって一直線に進もうとしている。地面は炎のように赤々と燃えるように描かれ、彼の情熱がいかにゆるぎないかを示している。ただし、猪突猛進になるあまり、他の対象に対して無関心になったり、周りが見えなくなる危険性もはらんでいる。
クイーン
剣を持った女王が、椅子に腰掛け、訪問者を迎え入れている。
自分のもとに相談にやってくる者が存在するこの女王は、人の話に耳を傾け、適切なアドバイスをできる優しさと聡明さを兼ね備えている。背もたれまで腰掛けリラックスしている彼女は、突然の客にも悠然と対応できる受容力も兼ね備えている。一方で、椅子の造りはがっしりとした石のようにも見え、自分に対しては厳しく、重役としての責任感を自認している。
キング
向かって左手に剣を持ち、右手に握りこぶしを作った王が、椅子に座っている。
まっすぐに持ったその剣と、固く握った拳から、彼が強い意志を持っていることを想像させる。一方で、深長な面持ちをした表情からは、冷静さが窺え、分析的な判断を行える人物であることも窺える。その表情は逆に、人々からは畏怖の対象として見られ、近寄りがたい雰囲気も醸し出している。